# HNoMS Æger (1894)
«Еґір» — канонерський човен Рендела, побудований для Королівського ВМС Норвегії на верфі Карлйохасферну у 1894 році. Став останнім серед канонерських човнів 2-го класу Норвегії.
Перший з кораблів норвезького флоту, названий на честь йотуна — правителя океану зі скандинавської міфології.

## Конструкція
Більший за інші, старші канонерські човни 2-го класу, «Еґір» мав броньовану палубу товщиною 38 мм (1,5 дюйма).
Головним калібром була 210 мм гармата Круппа.
Її доповнювали скорострільні гармати для самооборони корабля від міноносців.

## Історія служби
Через свій зовнішній вигляд канонерка отримала прізвисько «Padda» («Жаба») і залишалася на флоті до виведення з експлуатації в 1932 році.